# Love Is a Many Strangled Thing
«Love Is a Many Strangled Thing» (рус. Любовь это что-то очень удушающее) — семнадцатый эпизод 22-го сезона.

## Сюжет
Мистер Бернс проводит воздушную инспекцию атомной станции на воздушном шаре, но его уносит ветер. Гомер спасает мистера Бёрнса, выстрелив в шар. За это мистер Бернс даёт ему бесплатный билет на футбольный матч. Там Гомер, получив отказ танцевать от Барта, нечаянно унижает его на глазах целой толпы. Мардж рекомендует ему отправиться в класс для развития отцовских чувств, которым руководит доктор Зандер. Доктор, шокированный тем, что Гомер частенько душит Барта за непослушание, проводит терапию, прибегая к помощи Карима Абдул-Джаббара, который душит Гомера. Тем самым они показывают Гомеру, каково это быть маленьким и незаметным. Но когда Барт осознает, что после лечения его папаша стал настоящим недотепой, он использует Гомера, чтобы стать школьным хулиганом. Надеясь, что методы доктора Зандера помогут и Барту избавиться от вредных привычек, Мардж собирается восстановить отношения между отцом и сыном. Доктор Зандер становится бездомным, и Мардж приглашает его, чтобы он исправил Барта. Он вешает Гомера на верёвку, чтобы Барт перерезал верёвку и спас Гомера. Но когда доктор Зандер понял, что Барт не любит отца, он сам душит Барта. Барт успевает обрезать верёвку, и эпизод заканчивается тем, что Барт и Гомер сидят в доме в дупле, который они отсудили у доктора Зандера.

## Культурные отсылки
- В заставке пролетает Планетный Экспресс из «Футурамы» и играет соответствующая музыка.
- В ночном кошмаре Гомер видит себя Майклом Джексоном в «The Jackson 5», а Барта — отцом Майкла Джексона, Джозефом. В окончании ночного кошмара Гомер видит себя Клариссой Джонс из фильма «Сокровище».
- Диктор говорит, что «президент России Дмитрий Медведев счёл мокрые штаны малыша признаком слабости американцев, и российский флот уже направился в бухту Нью-Йорка».